# Stenagostus rhombeus
Stenagostus rhombeus је инсект из реда тврдокрилаца који припада фамилији скочибуба (Elateridae). 

## Распрострањеност
Врста је распрострањена у Европи и источно од Кавказа. У Србији је бележена у јужном делу Војводине, централном и западном делу земље.

## Станиште
Типично станиште су шуме, воћњаци и паркови са присуством стабала у одређеној фази труљења. Одрасле јединке су активне ноћу од јуна до августа или септембра. Преко дана мирују испод коре дрвета, а понекад се могу срести и на ниској вегетацији попут биљака из породице штитара (Apiaceae). Ларве овог инсекта живе у распаднутим стаблима листопадног дрвећа, а нарочито су везане за обичну букву (Fagus sylvatica) где се налазе завучене испод коре.

## Опис врсте
Одрасли инсект достиже дужину тела од 16 до 21 mm. Тело им је браон боје са нешто тамнијим елитронима. Глава, пронотум и елитрони су прекривени светлим длачицама. На елитронима се могу видети карактеристичне тамне шаре. Антене и ноге су светлије обојене у односу на остатак тела.

## Животни циклус
Након парења женка полаже јаја из којих се развијају ларве. Ларве су грабежљиве, хране се другим инсектима попут ларви стрижибуба (Cerambyciade) и распаднутим биљним материјалом. У стадијуму ларве проводе два или више лета након чега метаморфозирају у развојни стадијум лутке. Лутке се могу наћи у пролеће у тврђим деловима дрвета, чак и у рупама ларви стрижибуба.